# Cerebral pares
Cerebral pares, förkortat CP, är ett samlingsnamn för en rad störningar av muskelkontrollen, vilka uppstått på grund av en hjärnskada innan hjärnan är färdigutvecklad, det vill säga under fostertiden, under födseln eller under de första två levnadsåren. Cerebral pares betyder förlamning genom hjärnskada. Det är den vanligaste orsaken till rörelsehinder hos barn och ungdomar.

## Allmän beskrivning
Skadan drabbar områden i hjärnan som styr eller förmedlar signaler för kroppens rörelser och ger därför rubbningar i rörelseförmågan. Rörelsehindret orsakas av en skada då hjärnan fortfarande är omogen. Cerebral pares drabbar endast musklerna i kroppen. Det är inte något som drabbar intellektet, vilket är en vanlig missuppfattning då personer som är skadade till exempel kan ha svårigheter med talet. Många kan däremot ha blanddiagnoser, exempelvis CP-skada och en utvecklingsstörning eller en CP-skada och epilepsi. Därför sker det ofta en sammanblandning av begreppen, men en CP-skada drabbar alltså bara musklerna och det motoriska.
Om händelsen som orsakat CP-skadan har inträffat före födseln kallas det prenatala, om det hände runt födseln perinatala.  Sker det därifrån och fram till två års ålder kallas det istället för postnatala. Skadorna inträffar under graviditeten eller i samband med förlossningen eller den första tiden därefter.
Förutom rörelsehinder kan det inverka på till exempel tal, syn och hörsel, men detta kan förändras efter träning och habilitering.
De vanligaste orsakerna till CP är syrebrist och blödningar i hjärnan. Beroende på var den sitter och när skadan skedde visar den drabbade olika symptombilder. Vad som är generellt är dock att barn med CP har försenad motorisk utveckling. De flesta får mer eller mindre nedsatt muskelkontroll, men det varierar mycket. Vissa har ibland små hinder, är bara lite klumpiga, medan andra har kvar mycket lite viljestyrd motorisk aktivitet och kan knappt röra sig alls. En del personer med CP-skador lever ett normalt självständigt liv som vuxna, medan andra har ett omfattande hjälpbehov.

## Utbredning och varianter
I Sverige får omkring 2 per 1 000 födda barn en CP-skada. CP är inte en enhetlig sjukdomsbestämning, utan ett samlingsnamn för flera olika tillstånd.
Skadan kan delas in i tre huvudgrupper: spastisk CP, dyskinetisk CP och ataktisk CP. Dessa delas in efter övervägande neurologiska symtom, samt deras plats i kroppen.
Orsaken hos de spastiska formerna är för det mesta blödning eller propp i hjärnan i slutet av graviditeten eller hos för tidigt födda barn i första levnadsveckan. De dyskinetiska formerna orsakas av till exempel långvariga syrebristtillstånd runt förlossningen, vid de ataktiska formerna är anledningarna delvis okända.
Av de som lider av CP är 75 % drabbade av spastisk CP, ca 12 % av dyskinetisk CP och resterande 13 % är drabbade av ataktisk CP. Det är inte heller ovanligt att drabbade uppvisar fler än ett symptom.

### Spastisk CP
Spasticitet innebär att man kan vara förlamad i vissa delar av kroppen. Den belastar kroppen fel så att de starka musklerna tar över de svaga. Den medför ett ökat motstånd och muskelspänning vid passiva rörelser. Detta är den vanligaste formen av CP.
Nervbanorna som förbinder hjärnbarken och ryggmärgen är skadade och detta medför ett svårkontrollerat rörelsemönster, livliga reflexer och muskelsvaghet. Denna form av CP delas in i tre undergrupper beroende på var i kroppen symptomen är placerade, dessa grupper är: hemiplegi, diplegi och tetraplegi.
Hemiplegi innebär spastisk förlamning i ena halvan av kroppen. Orsaken är för det mesta cirkulationsrubbningar i hjärnan, som till exempel hjärnblödningar under eller innan förlossningen.
Vid diplegi förekommer den förhöjda muskelspänningen över hela kroppen, benen är mest drabbade. Diplegi orsakas ofta av att barnet har fått en hjärnblödning i samband med en mycket tidig födsel, delvis att barnet har blivit strypt av navelsträngen i en kort till lång tid.
Tetraplegi orsakas i de flesta fall av allvarlig syrebrist och ger problem med alla fyra extremiteterna (armar och ben). Detta är den svåraste skadan, eftersom alla musklerna ständigt har förhöjda spänningar. Då musklerna inte används i sin fulla längd så ofta får barnen lätt felställningar, eftersom musklerna förkortas.

### Ataktisk CP
Ataxi är en kombination av spastisk diplegi och ataxi i armar, händer och även i bålen. Barnen är då övervägande spastiska i benen, och har samordningssvårigheter i rörelsemönstret. Barn med Ataktisk CP är ofta väldigt instabila, på grund av deras nedsatta muskelspänning, både den motoriska utvecklingen och talutvecklingen är långsam. Ataxi karakteriseras av skakiga osäkra rörelser.

### Dyskinetisk CP
Vid dyskinesi, vilket betyder ”dåliga rörelser”, är personens rörelser omedvetna och felaktiga, musklernas spänning (tonus) kan skifta utan uppmaning. Denna form kallas även rörelseförvridna former.
Individen har inte riktigt kontroll över kroppens rörelser. Ibland är musklerna spända och ibland slappa, detta leder till ofrivilliga och överdrivna rörelser. Hjärnsignalerna kopplar fel, så musklerna uppfattar en annan order än vad som var tänkt. Nyföddhetsreflexer kan också kvarstå, det gör det omöjligt att utföra lämpliga rörelser. Alla skelettmuskler, samt muskler som tillhör tal och sväljning blir påverkade.
Dyskinesi har två huvudtyper: dystoni och hyperkinesi.
Hyperkinesi (betyder ”för mycket rörelser”) i sin tur innefattar två varianter: atetos och chorea.
Dystoni (betyder ”dålig muskelspänning”) ger stora växlingar i muskelspänningen, överdrivna skruvande rörelser, samt symptom i extremiteterna.
Atetos visar sig som släpiga, skruvande rörelser i armar, ben och bål. Individen har svårt att samordna sina rörelser på ett funktionellt sätt. Rörelsernas omfattning, samt styrka blir felavvägda, de får även balansproblem.

## Utveckling
Att se huruvida ett spädbarn har cerebral pares är inte lätt, då de första månaderna ofta är en tyst period. Det första tecknet på en CP-skada är att personen kommer efter i den motoriska utvecklingen, att muskelspänningen inte är som den ska. Det märks på vissa genom att de har problem med sömnen och maten.

## Överdödlighet och skador på nervsystemet
De flesta människor som har CP lever lika länge som människor utan den, det finns dock en stor överdödlighet. Barn med CP-skada klarar inte lika lätt av sjukdomar som till exempel lunginflammation. De som är svårt drabbade kan dö utan en egentlig orsak.
Ofta är flera av de överordnade funktionerna utslagna, eller så har de skador på det som styr många av kroppens viktiga funktioner och de har ofta problem med hjärtat och andningen. Ryggmärgen och hjärnan utgör det centrala nervsystemet (CNS).
Det innehåller de nervceller och synapser som analyserar och värderar den ständiga strömmen av information som kommer från sinnescellerna. Den skickar också ut kommandon till kroppens körtlar och muskler.
Om CNS har blivit skadat kan det ge väldigt allvarliga konsekvenser, som till exempel förlamning, sänkta mentala funktioner och död. En strukturell skada i CNS är ofta bestående, på grund av att det i princip inte sker någon mer cellnybildning efter födseln i CNS. Därför kan ersättningen av skadad vävnad inte komma till stånd.
Nervbanorna i CNS innehåller synapser, omkopplingsställen mellan ett neuron (en enskild nervcell) och en annan cell och här kan frekvensen av nervimpulser förändras. Ibland kan dock överlevande nervceller ta över utslagna nervcellers funktion, men detta händer oftast med barn.
Då CNS är skadat sker den sensomotoriska styrningen genom andra förbindelser än de som gått förlorade. För att en sådan funktionsanpassning ska kunna fungera i CNS behövs en stimulerande träningsmiljö.